# نچندی
نچندی (به انگلیسی: Pichnand) یک روستا در پاکستان است که در ناحیه چکوال واقع شده‌است.